# NetApp
NetApp, anteriormente Network Appliance, é uma empresa americana de armazenamento e gerenciamento de dados, com sede em Sunnyvale, Califórnia. Atualmente a empresa é membro da NASDAQ-100.

## História
NetApp foi fundada em 1992 por David Hitz, James Lau e Michael Malcolm. Na época, seu principal concorrente era Auspex. Em 1994, a NetApp recebeu financiamento de capital de risco da Sequoia Capital. Ela teve a sua oferta pública inicial em 1995. NetApp prosperou nos anos da bolha da internet meados de 1990 a 2001, durante o qual a empresa cresceu para US $ 1 bilhão em receita anual. Após o estouro da bolha, a receita da NetApp rapidamente declinou para US $ 800 milhões em seu ano fiscal de 2002. Desde então, a receita da empresa subiu de forma constante.
Em 19 de agosto de 2009, Dan Warmenhoven deixou o cargo de CEO e foi substituído por Tom Georgens.

## Produtos

### Sistemas de Storages
- Controladoras E-Series
  - E2600
  - E2700
  - E5400
  - E5500

### Sistemas de Gerenciamento
- System Manager 3.0
- OnCommand Insight
- OnCommand Insight Assure, Perform, Plan 6.2
- OnCommand Balance
- OnCommand Insight Connector for BMC 1.4.10

#### Sistemas de Backup
- SnapVault Backup

## Acrónimos
- CMDBs - Configurations Management DataBases
- LIF - Logical InterFaces
- SMB - Server Manager Block
- SVM - Storage Virtual Machine (VServer)
- SSI - Single System Image

## Compatibilidade
Matriz de Compatibilidade